# بيت الخدري (مدينة حجة)

تعديل مصدري - تعديل

بيت الخدري هي إحدى قرى عزلة عبس بمديرية مدينة حجة التابعة لمحافظة حجة، بلغ تعداد سكانها 90 نسمة حسب تعداد اليمن لعام 2004.